# Comuna Mihai Viteazu, Cluj
Mihai Viteazu, mai demult Sânmihaiu de Jos și Sânmihaiu de Sus (în maghiară Szentmihály), este o comună în județul Cluj, Transilvania, România, formată din satele Cheia, Cornești și Mihai Viteazu (reședința).

## Generalități
Pe Harta Iosefină a Transilvaniei din 1769-1773 (Sectio 109) apare sub numele a două foste sate învecinate (A.Sz.Mihályfalva și F.Sz.Mihályfalva). Satul Mihai Viteazu a luat naștere ulterior prin unirea acestor două sate Sânmihaiu de Jos (A.Sz.Mihályfalva) și Sânmihaiu de Sus (F.Sz.Mihályfalva).
Localitatea a primit calificativul de sat european pentru acțiuni de colectare a deșeurilor menajere, identificarea terenurilor degradate prin depozitarea ilegală de deșeuri în perioada 1998-2001, soluții pentru reintroducerea terenurilor în circuitul agricol, o campanie de informare și de atragere a cetățenilor în acțiuni privind mediul înconjurător.

## Istoric
Următoarele obiective au fost înscrise pe Lista monumentelor istorice din județul Cluj, elaborată de Ministerul Culturii din România în anul 2015:
- Așezarea romană din punctul "Coborâre" (cod LMI CJ-I-s-B-07107)
- Situl arheologic din punctul "Valea Sândului" (cod LMI CJ-I-s-A-07108)
- Așezarea de lângă fântâna "Șai" (cod LMI CJ-I-s-B-07109)
- Situl arheologic din punctul "Cetatea Fetei" (cod LMI CJ-I-s-A-07110)
- Tumulii[6] preistorici de pe malul stâng al Arieșului, în direcția Săndulești (cod LMI CJ-I-s-B-07111)
- Situl arheologic din punctul "Drumul văii" (cod LMI CJ-I-s-B-07112)
- Tumulii preistorici din punctul "Izvorul Sălciu" (cod LMI CJ-I-s-B-07113)
- Biserica romano-catolică (cod LMI CJ-II-m-B-07711)
- Biserica unitariană (cod LMI CJ-II-m-B-07712)
- Biserica reformată-calvină (cod LMI CJ-II-m-B-07713)

Până în anul 1876 ambele foste sate (Sânmihaiu de Jos și Sânmihaiu de Sus) au aparținut Scaunului Secuiesc al Arieșului.
În perioada interbelică a fost sediul unei plăși din județul Turda.

## Date geografice

### Arii protejate
- Defileul Hășdatelor (zonă protejată mixtă).

### Transporturi
Haltă de cale ferată a Mocăniței (în prezent inactivă).

## Demografie
Componența etnică a comunei Mihai Viteazu
     Români (73,7%)
     Maghiari (18,17%)
     Romi (1,29%)
     Alte etnii (0,47%)
     Necunoscută (6,37%)
Componența confesională a comunei Mihai Viteazu
     Ortodocși (68,34%)
     Unitarieni (9,38%)
     Reformați (6,33%)
     Romano-catolici (2,49%)
     Martori ai lui Iehova (2,33%)
     Penticostali (1,54%)
     Alte religii (2,31%)
     Necunoscută (7,26%)
Conform recensământului efectuat în 2021, populația comunei Mihai Viteazu se ridică la 5.575 de locuitori, în creștere față de recensământul anterior din 2011, când fuseseră înregistrați 5.423 de locuitori. Majoritatea locuitorilor sunt români (73,7%), cu minorități de maghiari (18,17%) și romi (1,29%), iar pentru 6,37% nu se cunoaște apartenența etnică. Din punct de vedere confesional, majoritatea locuitorilor sunt ortodocși (68,34%), cu minorități de unitarieni (9,38%), reformați (6,33%), romano-catolici (2,49%), martori ai lui Iehova (2,33%) și penticostali (1,54%), iar pentru 7,26% nu se cunoaște apartenența confesională.

## Politică și administrație
Comuna Mihai Viteazu este administrată de un primar și un consiliu local compus din 15 consilieri. Primarul, Paul-Cristian Olaru[*], de la Partidul Național Liberal, este în funcție din 1 noiembrie 2024. Începând cu alegerile locale din 2024, consiliul local are următoarea componență pe partide politice:
|  | Partid                                 | Consilieri | Componența Consiliului | Componența Consiliului | Componența Consiliului | Componența Consiliului | Componența Consiliului | Componența Consiliului |
|  | -------------------------------------- | ---------- | ---------------------- | ---------------------- | ---------------------- | ---------------------- | ---------------------- | ---------------------- |
|  | Partidul Național Liberal              | 6          |                        |                        |                        |                        |                        |                        |
|  | Uniunea Democrată Maghiară din România | 4          |                        |                        |                        |                        |                        |                        |
|  | Alianța Dreapta Unită                  | 2          |                        |                        |                        |                        |                        |                        |
|  | Partidul Social Democrat               | 2          |                        |                        |                        |                        |                        |                        |
|  | Alianța pentru Unirea Românilor        | 1          |                        |                        |                        |                        |                        |                        |

### Evoluție istorică
De-a lungul timpului populația comunei a evoluat astfel:
Mihai Viteazu, Cluj - evoluția demografică

|  | Graficele sunt indisponibile din cauza unor probleme tehnice. Mai multe informații se găsesc la Phabricator și la wiki-ul MediaWiki. |

Date: Recensăminte sau birourile de statistică - grafică realizată de Wikipedia

## Lăcașuri de cult
- Biserica Reformat-Calvină (1674)
- Biserica Unitariană (secolul XVIII)
- Biserica Romano-Catolică (secolul XIX)

Toate aceste 3 biserici sunt înscrise pe lista monumentelor istorice din județul Cluj (2015).
- Biserica Ortodoxă cu hramul Adormirea Maicii Domnului și Sf. Arhangheli Mihail și Gavril (1996-2011)

## Obiective turistice
- Cheile Turzii

## Personalități
- Ion Cârja
- Oliviu Gherman, profesor universitar, diplomat, senator

## Galerie de imagini

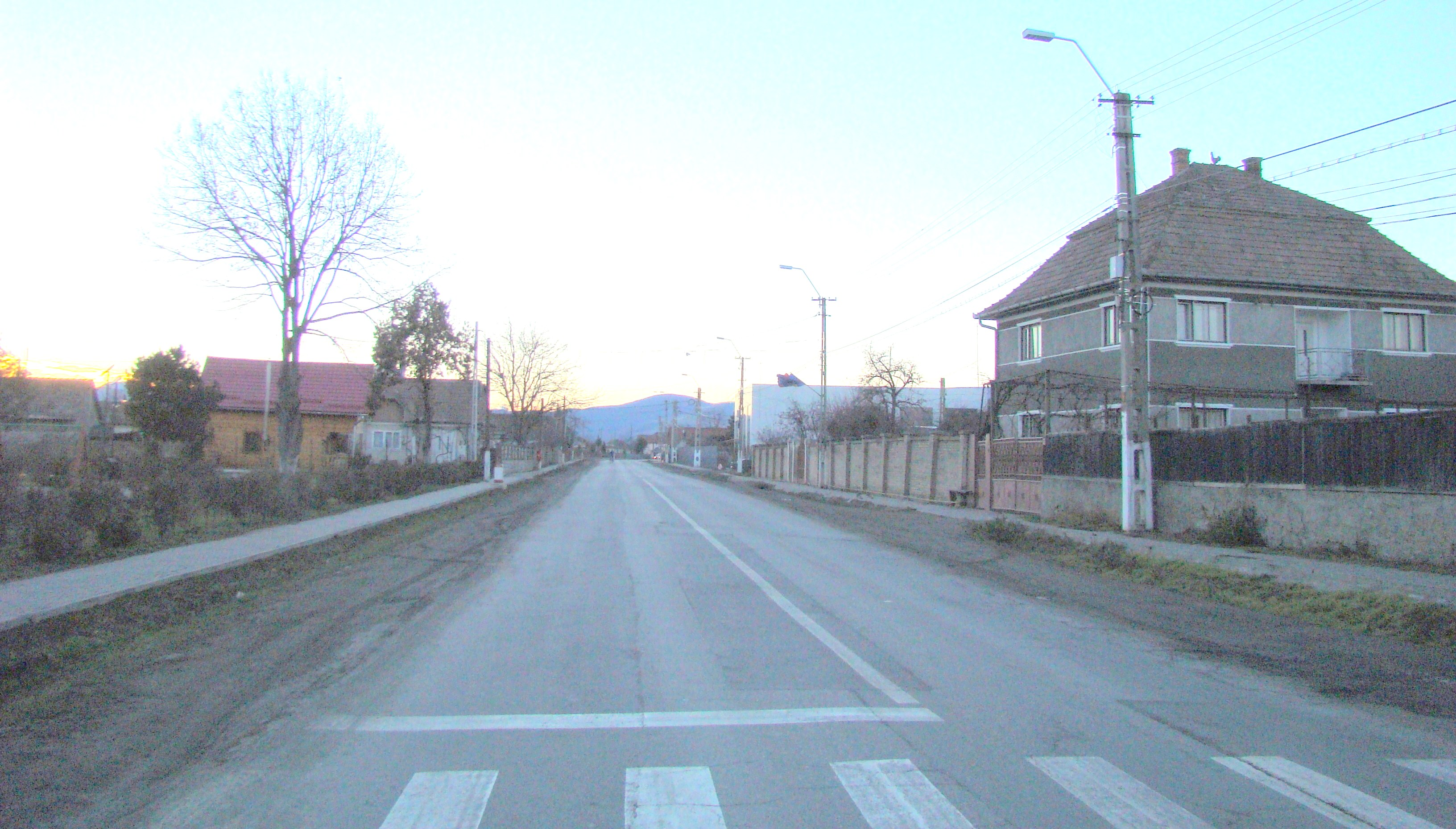
Mihai Viteazu, județul Cluj
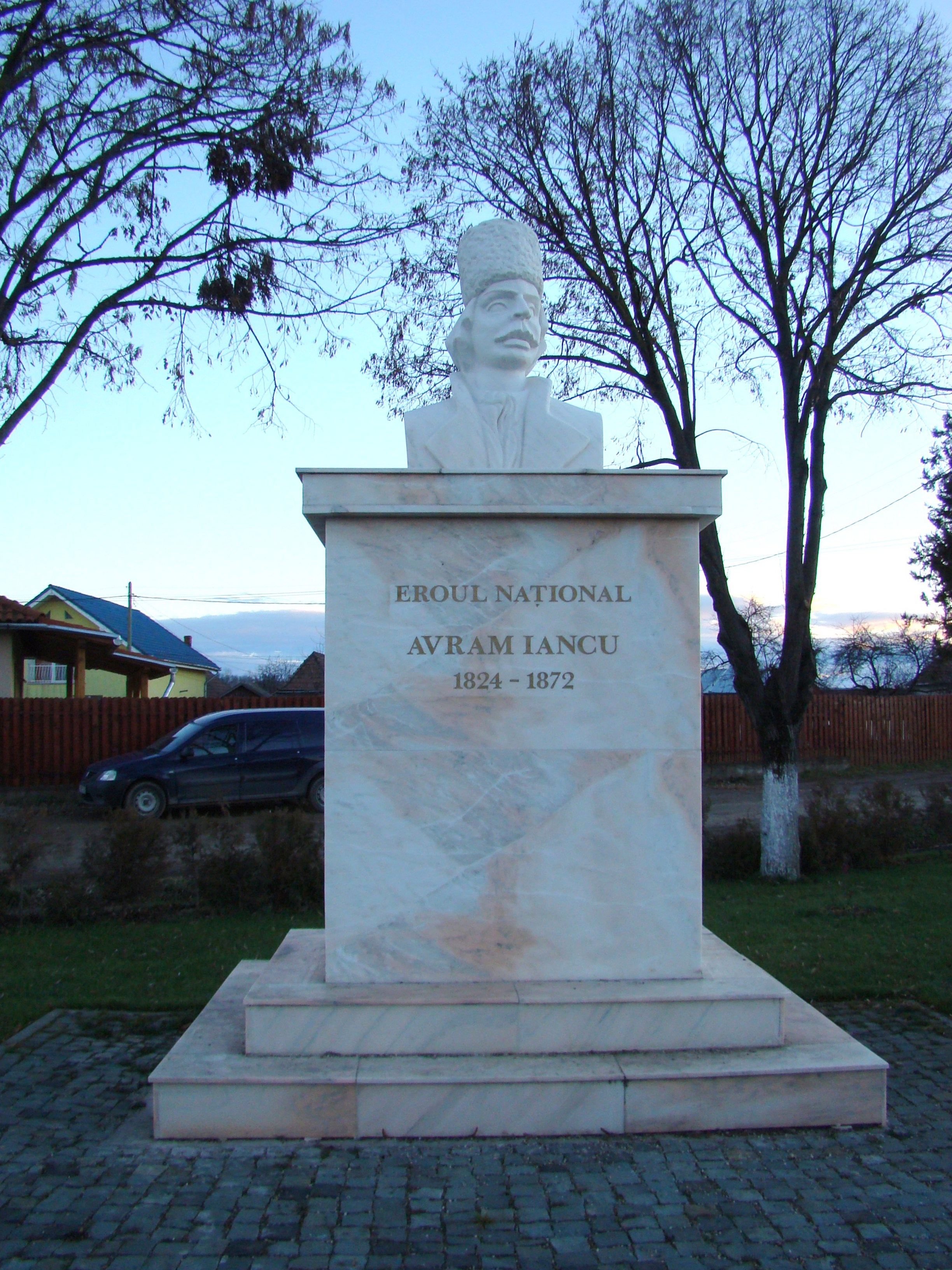
Bustul lui Avram Iancu
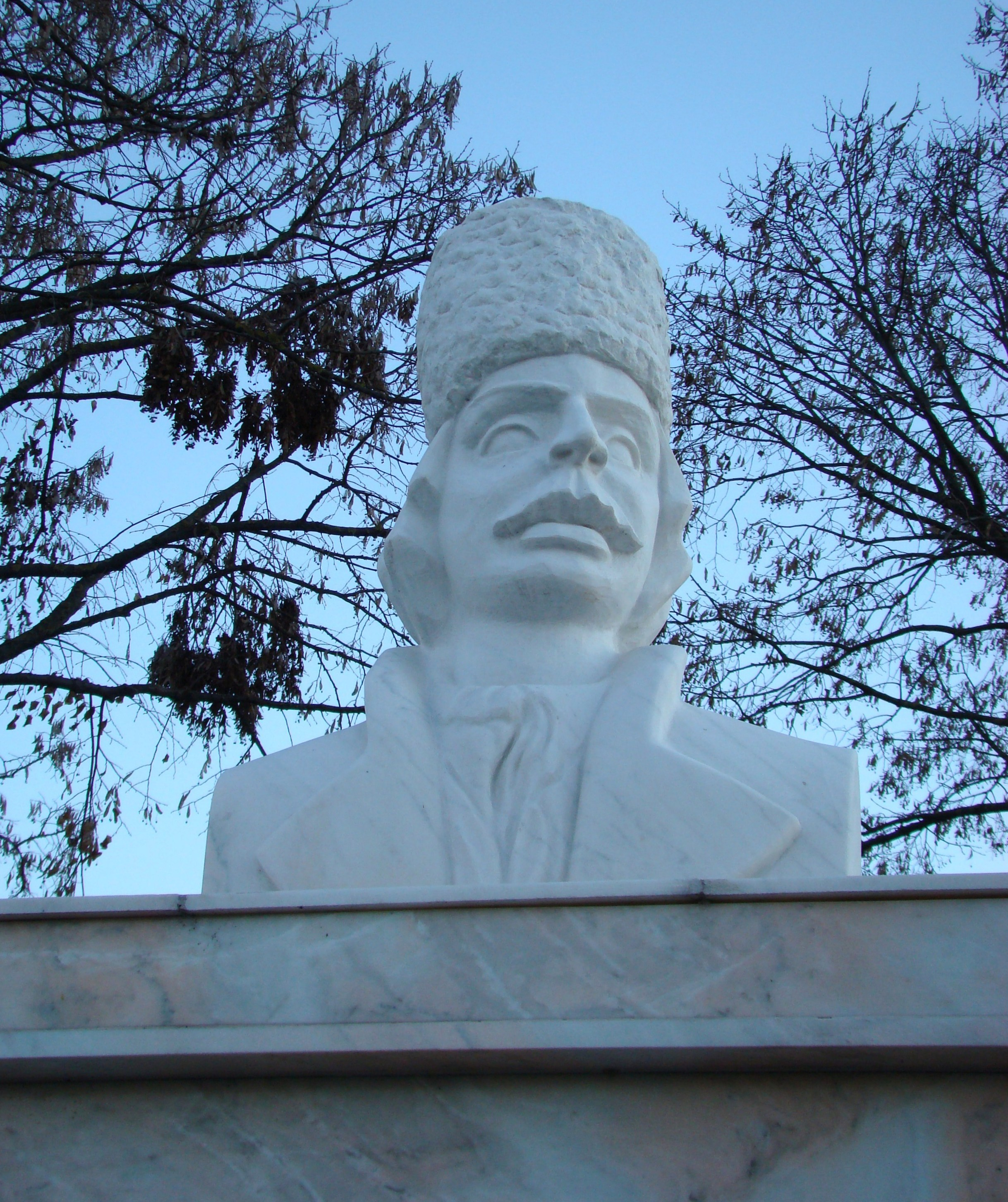
Bustul lui Avram Iancu (detaliu)
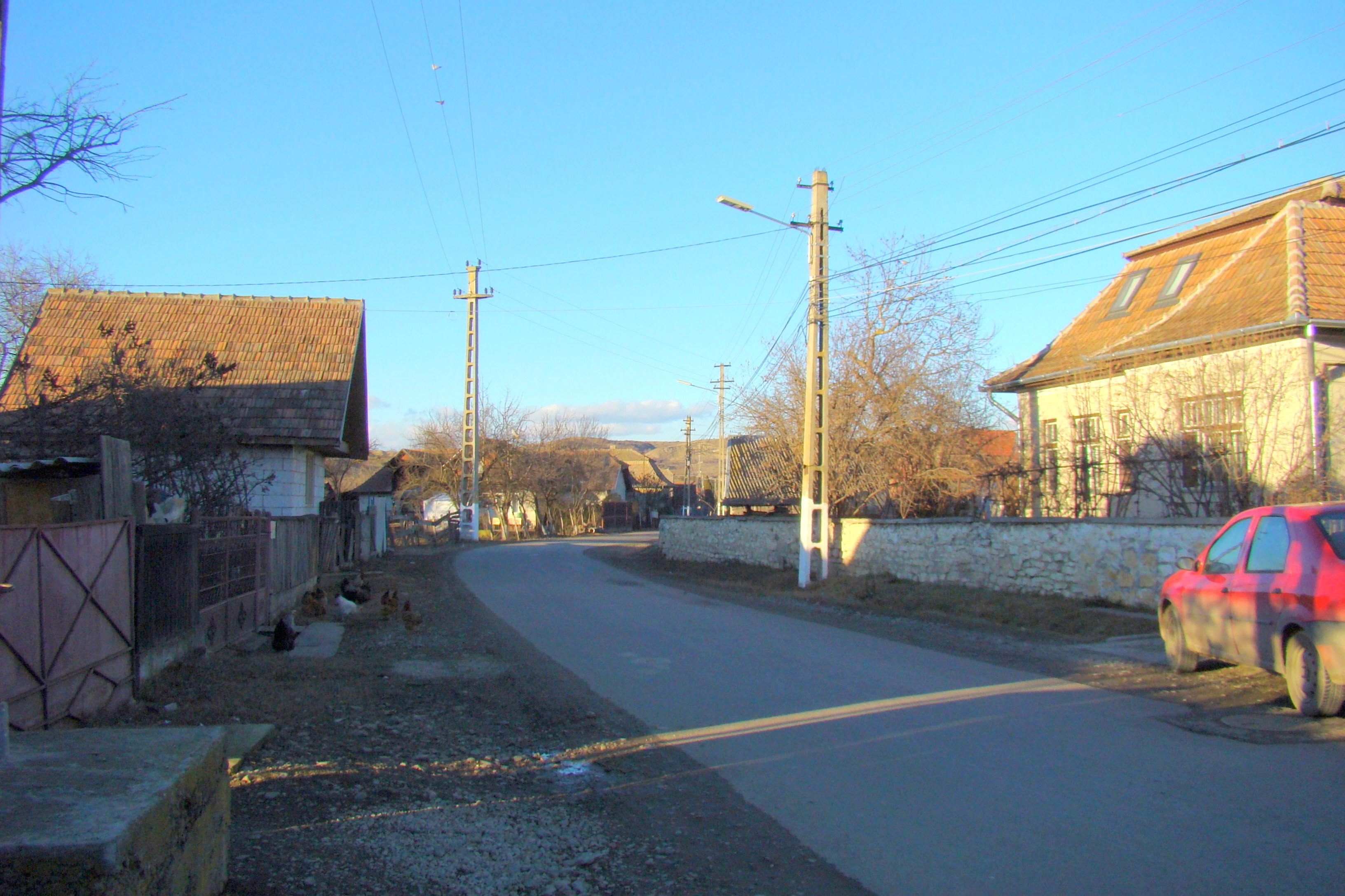
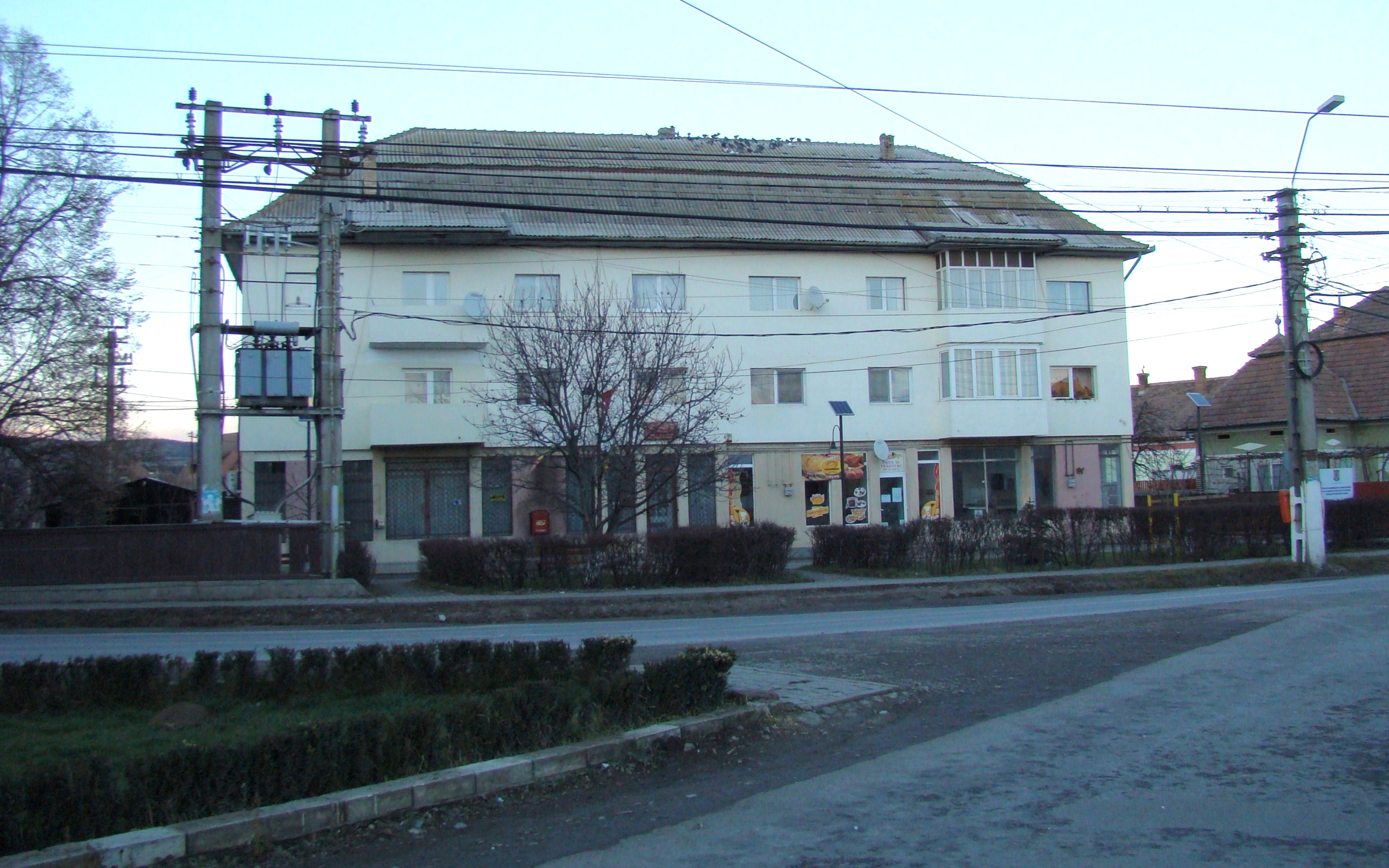
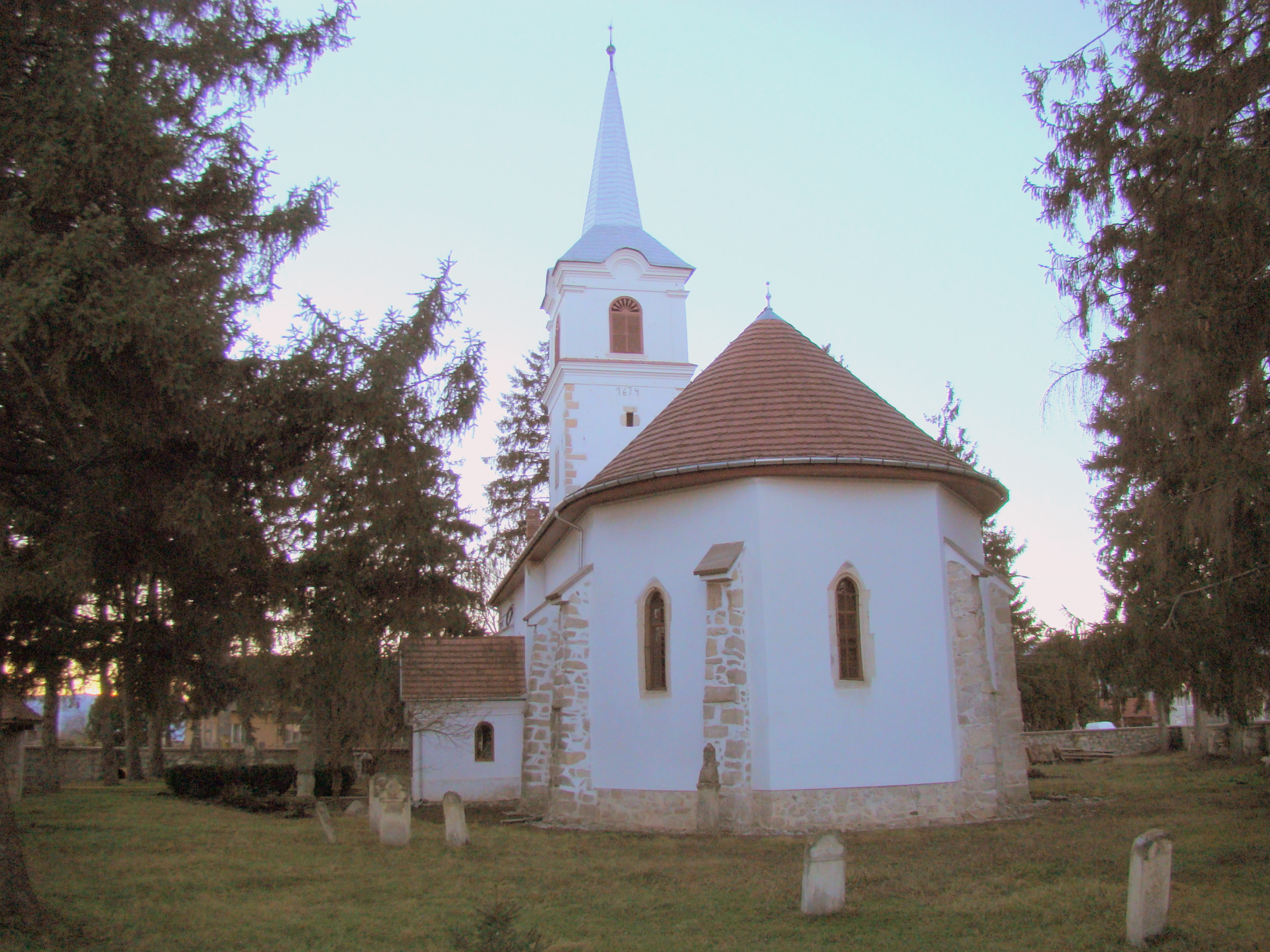
Biserica reformată
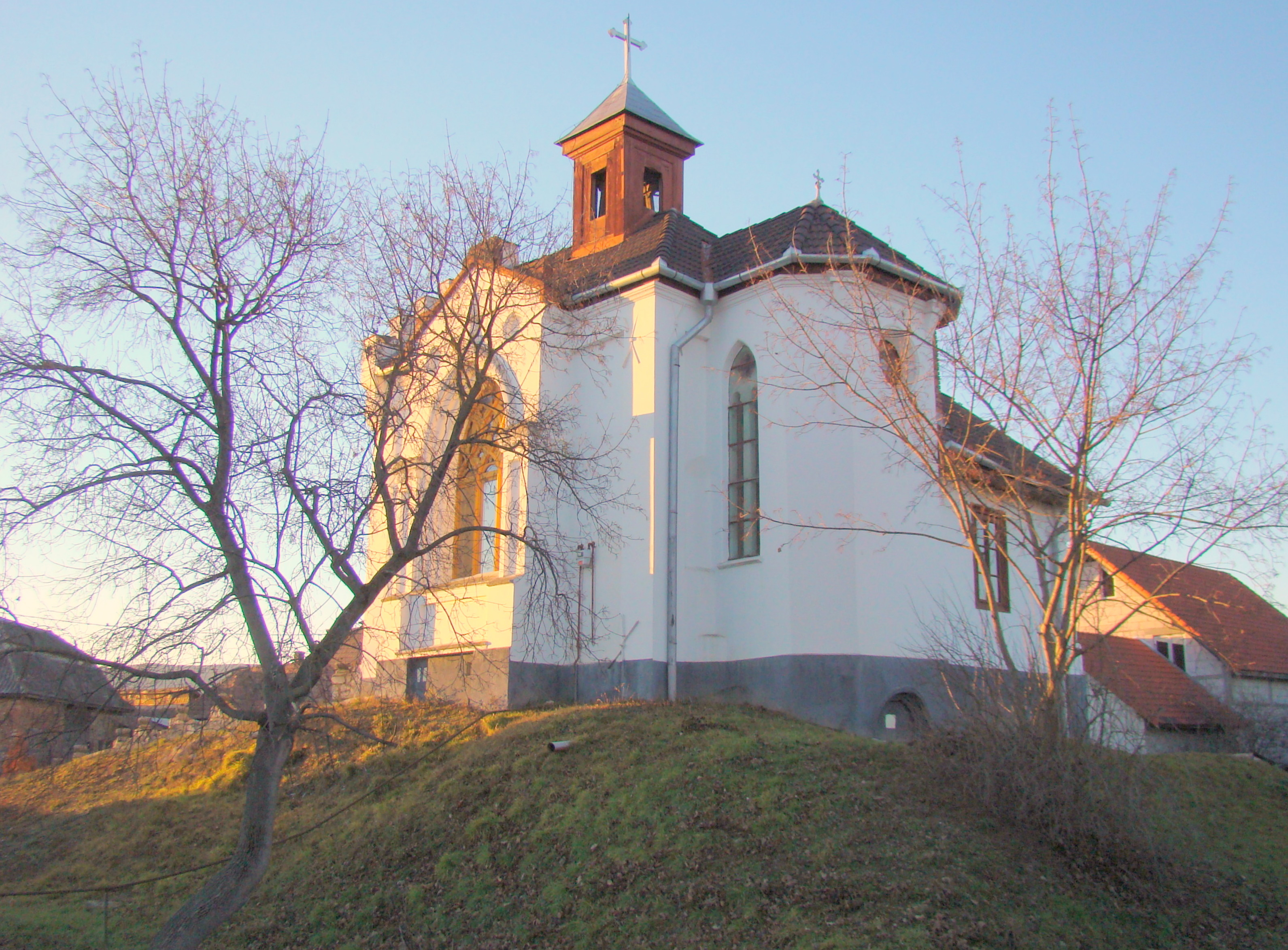
Biserica romano-catolică
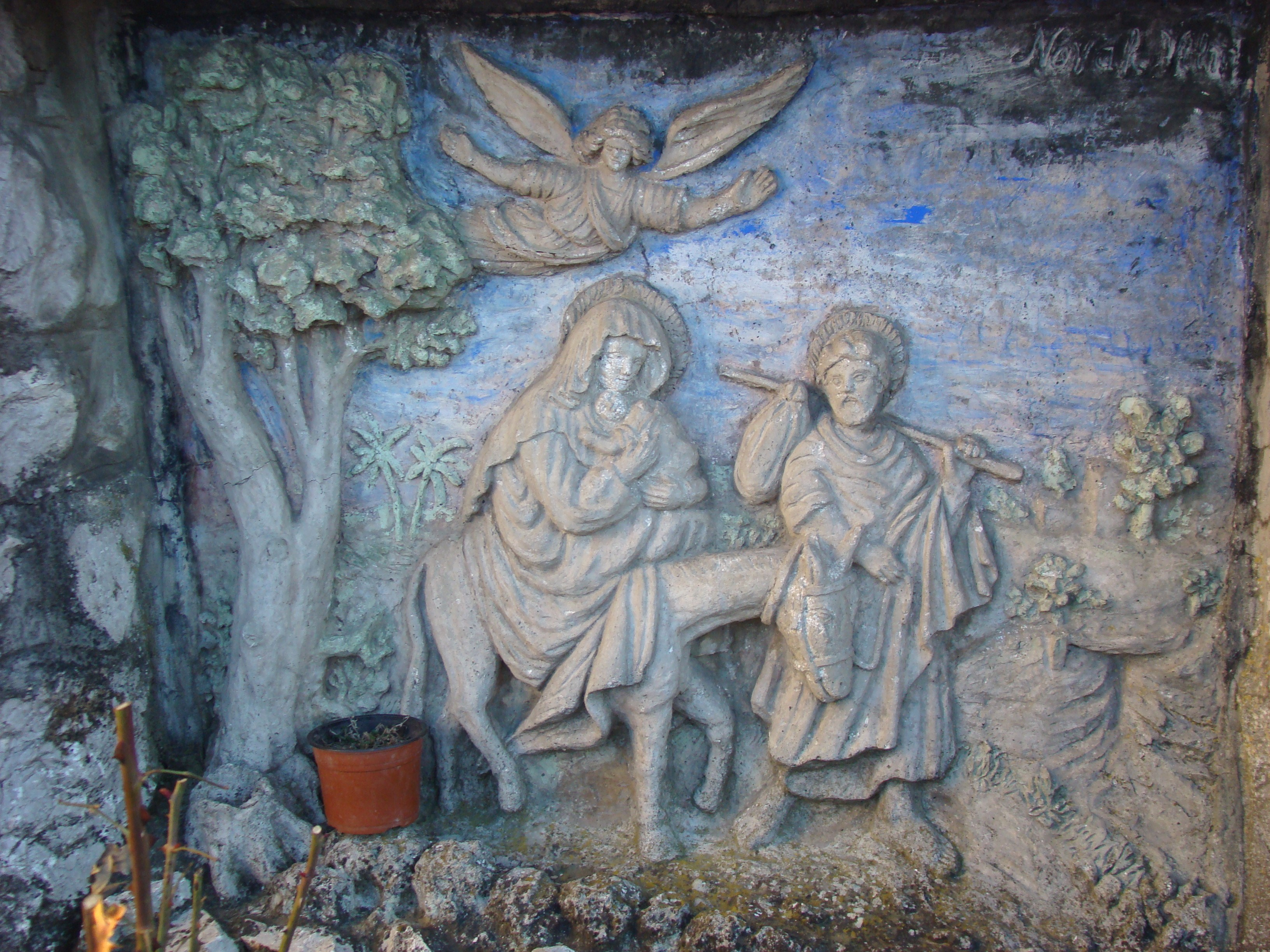
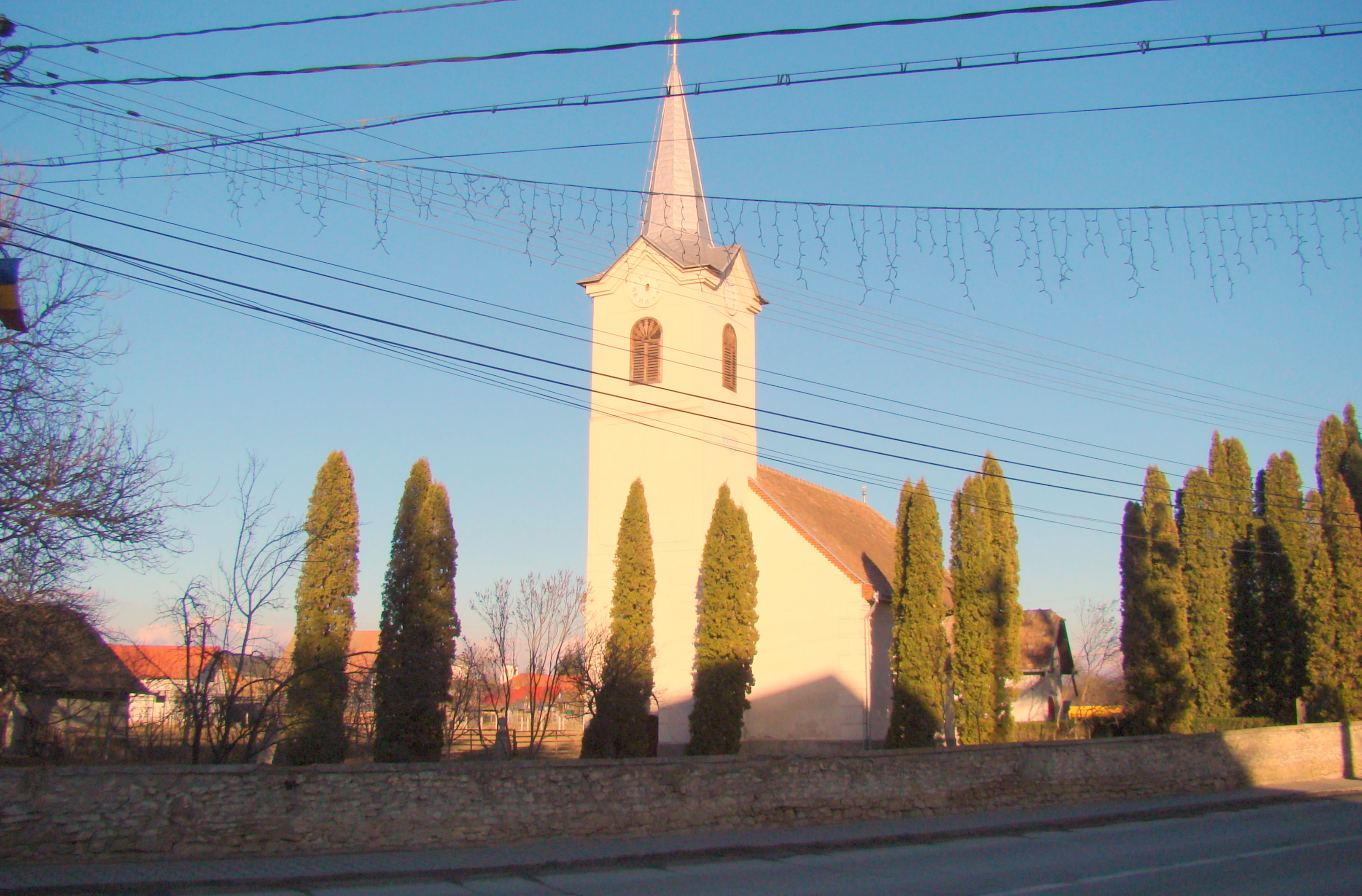
Biserica unitariană
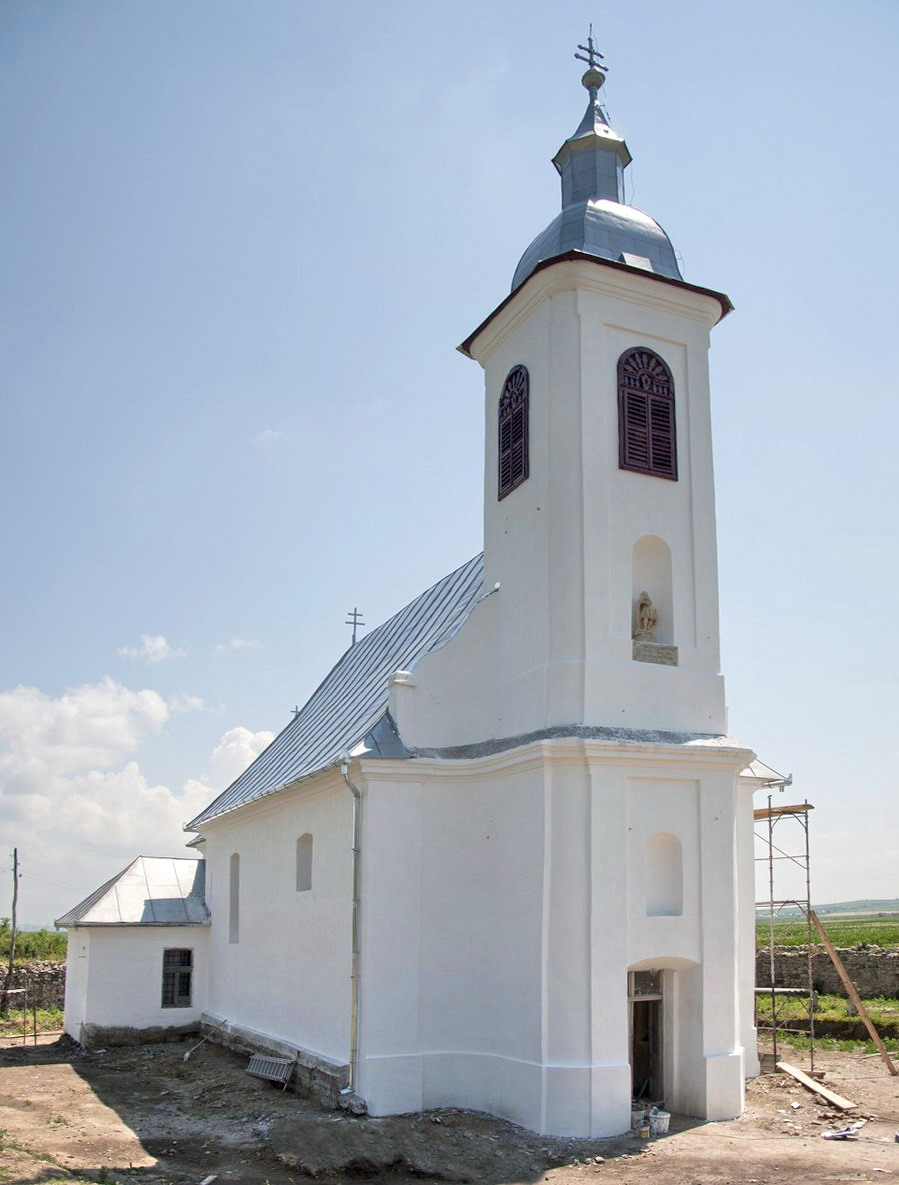
Biserica romano-catolică din satul Cornești
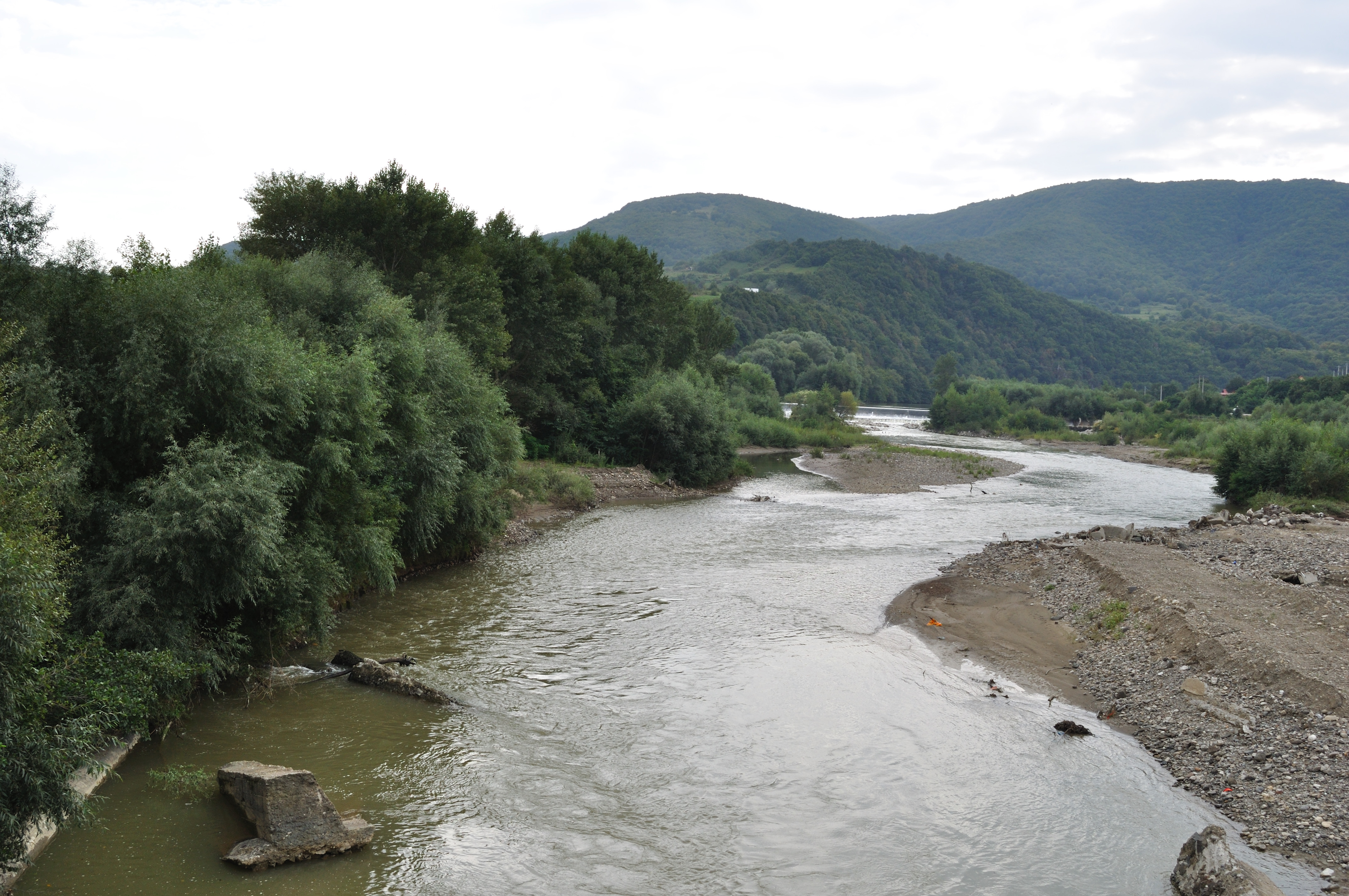
Râul Arieș în apropiere de Cornești
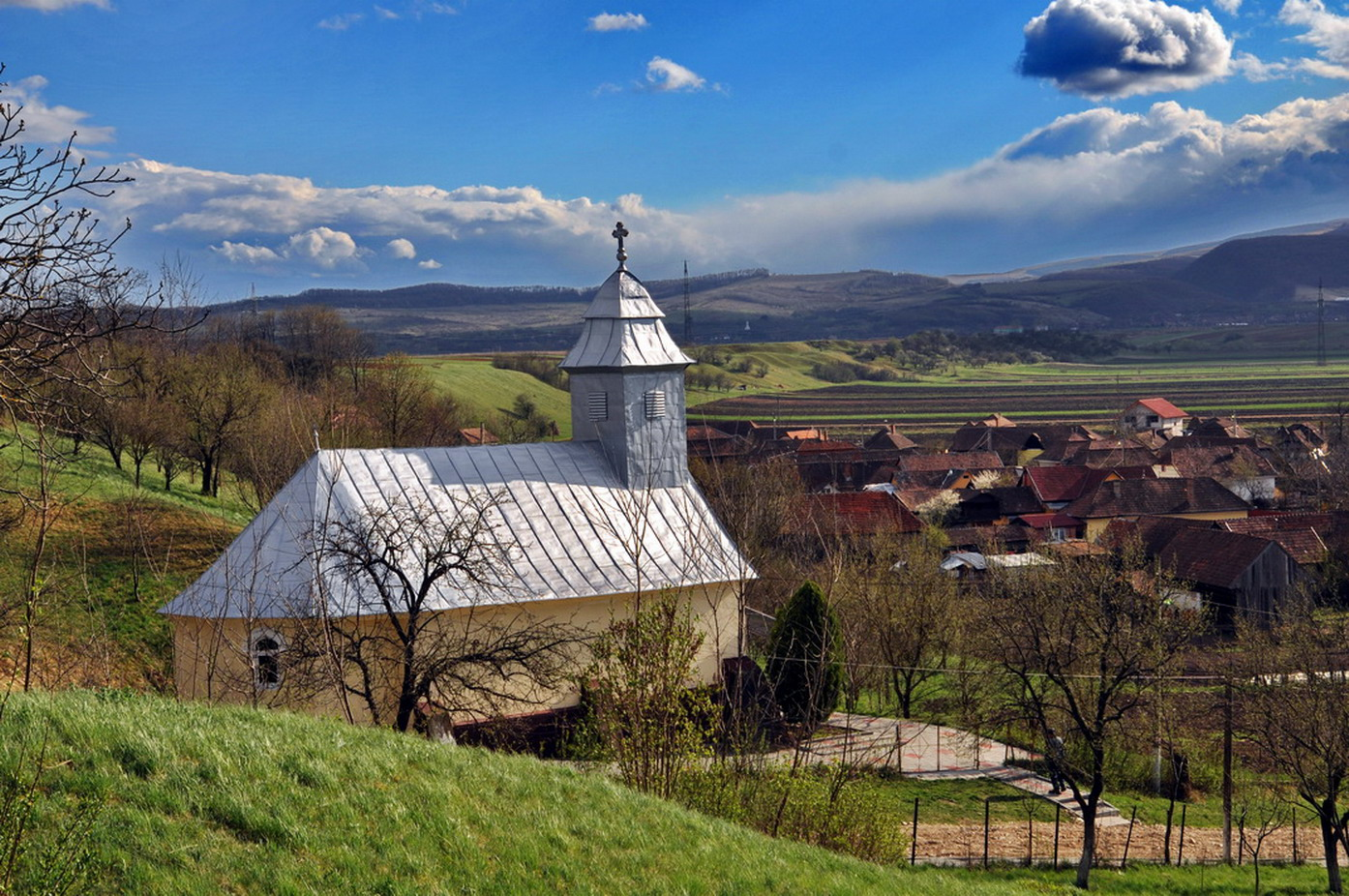
Fosta biserică greco-catolică (după 1948 trecută la cultul ortodox)
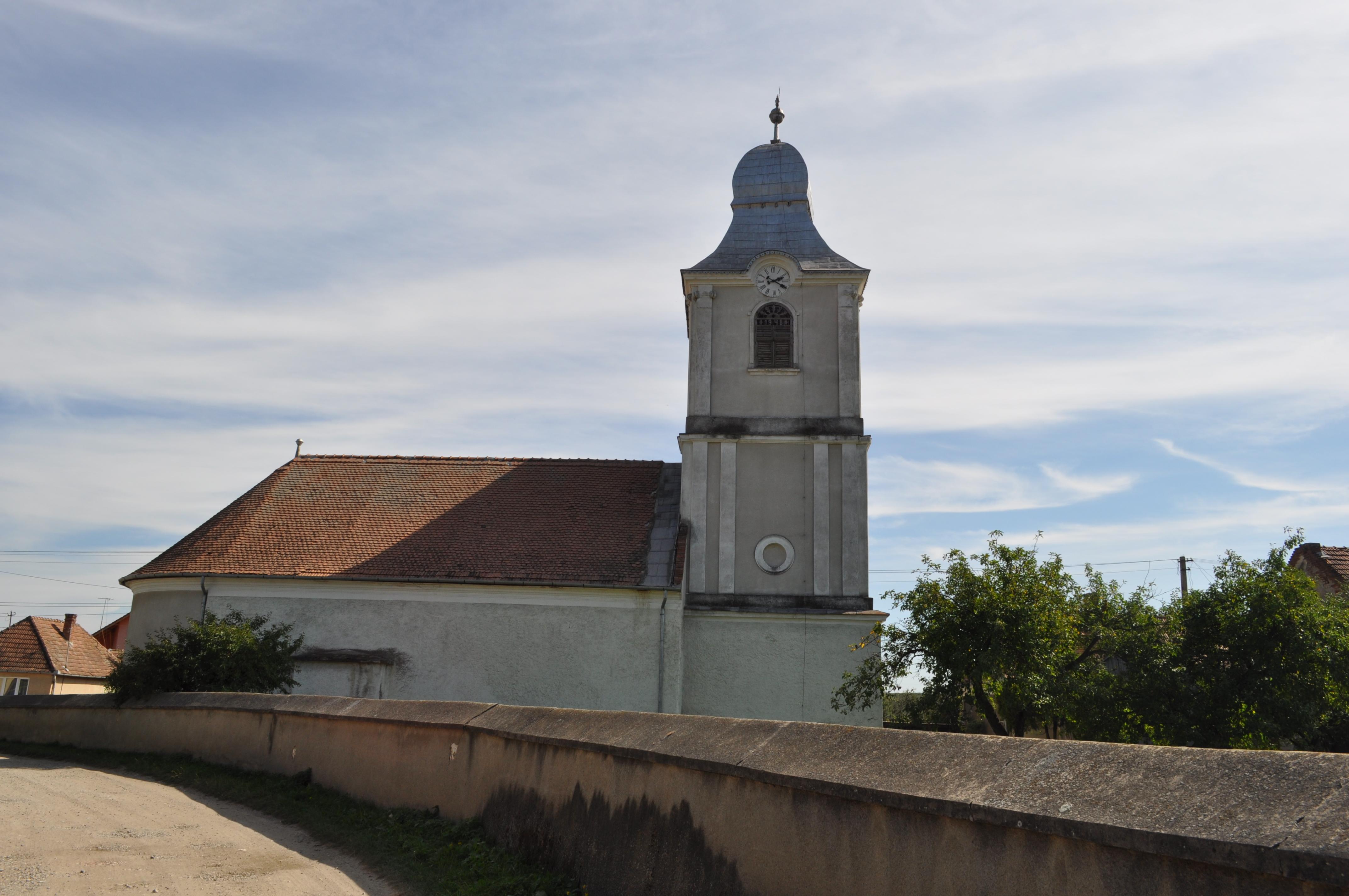
Biserica unitariană din satul Cornești
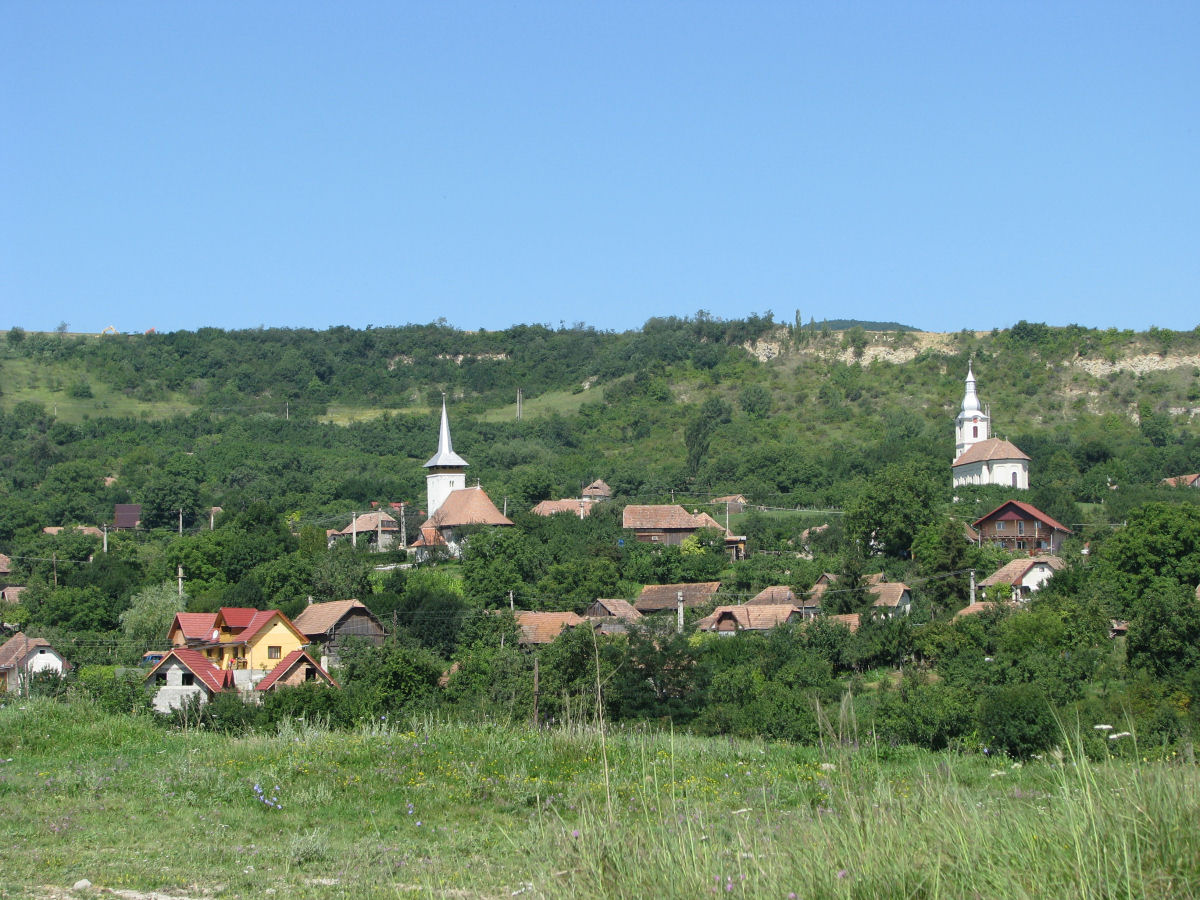
Satul Cheia